# Liste der Kulturgüter in Avenches
Die Liste der Kulturgüter in Avenches enthält alle Objekte in der Gemeinde Avenches im Kanton Waadt, die gemäss der Haager Konvention zum Schutz von Kulturgut bei bewaffneten Konflikten, dem Bundesgesetz vom 20. Juni 2014 über den Schutz der Kulturgüter bei bewaffneten Konflikten sowie der Verordnung vom 29. Oktober 2014 über den Schutz der Kulturgüter bei bewaffneten Konflikten unter Schutz stehen.
Objekte der Kategorien A und B sind vollständig in der Liste enthalten, Objekte der Kategorie C fehlen zurzeit (Stand: 1. Januar 2023).

## Kulturgüter
| Foto |                                                                                      | Objekt | Kat. | Typ | Standort                                          | Beschreibung |
| ---- | ------------------------------------------------------------------------------------ | --- | ---- | --- | ------------------------------------------------- | --- |
| ja   | Datei hochladen · Wikidata zu Amphitheater und Römisches Museum Avenches (Q18002237) | Römisches Museum / Musée romain KGS-Nr.: 05913 | A    | S   | Avenue Jomini 569820 / 192290                     | |
| ja   | Datei hochladen · Wikidata zu Schloss Avenches (Q2968182)                            | Schloss Avenches / Château d’Avenches KGS-Nr.: 05915 | A    | G   | Place du Château 2 569700 / 192323                | |
| ja   | Datei hochladen · Wikidata zu Aventicum (Q670912)                                    | Aventicum, römische Stadt – Avenches, mittelalterlich-neuzeitliche Stadt / Aventicum, ville romaine – Avenches, ville médiévale-époque moderne KGS-Nr.: 05918 | A    | F   | 570401 / 192400                                   | |
| ja   | Datei hochladen · Wikidata zu Pfarrhaus (Q3007636)                                   | Pfarrhaus / Cure KGS-Nr.: 05920 | A    | G   | Rue du Jura 2 569636 / 192281                     | |
| ja   | Datei hochladen · Wikidata zu Reformierte Kirche Sainte-Madeleine (Q3586128)         | Reformierte Kirche Sainte-Madeleine / Église réformée Sainte-Madeleine KGS-Nr.: 05923                                                                         | A    | G   | Place de l’Église 1.1 569654 / 192202             | |
| ja   | Datei hochladen · Wikidata zu Kirche von Donatyre (Q3517552)                         | Kirche von Donatyre / Temple de Donatyre KGS-Nr.: 06051 | A    | G   | Donatyre, Route de Villarepos 8.1 570991 / 191790 | |
| ja   | Datei hochladen · Wikidata zu Tour de l'évêque (Q29527637)                           | Bischofsturm / Tour de l’Évêque KGS-Nr.: 10508 | A    | G   | Avenue Jomini 6.1 569860 / 192300                 | |
| BW   | Datei hochladen · Wikidata zu (Q29890491)                                            | Bois de Châtel, keltisches Oppidum / Bois de Châtel, oppidum celtique KGS-Nr.: 05914                                                                          | B    | F   | 570629 / 190830                                   | |
| BW   | Datei hochladen · Wikidata zu Altes Kasino (Q29890489)                               | Ehemaliges Casino mit Nebengebäuden und Park / Ancien Casino avec dépendance et parc KGS-Nr.: 05919                                                           | B    | G   | Place du Casino 569785 / 192380                   | |
| ja   | Datei hochladen · Wikidata zu Schweizer Nationalgestüt (Q1729821)                    | Schweizer Nationalgestüt / Haras fédéral KGS-Nr.: 05921 | B    | G   | Les Longs-Près 2 567905 / 192933                  | Umfasst Herrenhaus, drei Wohnhäuser mit Stallungen, Manege, Reitschule und Hallen, zwei Stutenställe und Stallungen. |
| ja   | Datei hochladen · Wikidata zu Rathaus (Q29890495)                                    | Rathaus / Hôtel de Ville KGS-Nr.: 05922 | B    | G   | Rue Centrale 33 569658 / 192152                   | |
| ja   | Datei hochladen · Wikidata zu Tour de Bénenville (Q29890497)                         | Tour de Bénenville KGS-Nr.: 05924 | B    | G   | Rue des Alpes 35.1 569705 / 192108                | |
| ja   | Datei hochladen · Wikidata zu Tour de Vully (Q29890498)                              | Tour de Vully KGS-Nr.: 05925 | B    | G   | Rue de la Tour 15 569487 / 192158                 | |